# 西大寺町・岡山芸術創造劇場ハレノワ前停留場
西大寺町・岡山芸術創造劇場ハレノワ前停留場（さいだいじちょう・おかやまげいじゅつそうぞうげきじょうハレノワまえていりゅうじょう）は、岡山県岡山市北区京橋町にある岡山電気軌道東山本線の停留場である。駅番号はH06。
読み仮名数は32文字で、富山地方鉄道富山軌道線のトヨタモビリティ富山 Gスクエア五福前（五福末広町）停留場と並んで日本最長タイである。
平日の朝ラッシュ時には当駅折返しの電車が1本あった。これは東山地区へ通学する学生が非常に多く、岡山県庁などへの通勤客が積み残されているためであった。

## 歴史
- 1912年（明治45年）6月1日：御城下（現：城下） - 当駅間の開通と同時に西大寺町停留場として開業。
- 2023年（令和5年）4月27日：岡山芸術創造劇場ハレノワの開業を前に西大寺町・岡山芸術創造劇場ハレノワ前停留場に改称[2]。

## 構造
島式ホーム。岡山駅寄りに折り返し線がある。

## 周辺
- 岡電バス・両備バス「西大寺町」バス停
- 国道2号
- 国道250号
- 岡山県道27号岡山吉井線
- 岡山県道28号岡山牛窓線
- 岡山表町商店街
- 岡山芸術創造劇場ハレノワ
- 大手饅頭伊部屋

## 隣の停留場
岡山電気軌道
■東山本線
県庁通り停留場 (H05) - 西大寺町・岡山芸術創造劇場ハレノワ前停留場 (H06) - （臨）京橋停留場 - 小橋停留場 (H07)